# Здолбицкая сельская община
Здолбицкая сельская община (укр. Здовбицька сільська громада) — территориальная община в Ровненском районе Ровненской области Украины.
Административный центр — село Здолбица.
Население составляет 10546 человек. Площадь — 149,5 км².
В соответствии с распоряжением Кабинета Министров Украины от 12 июня 2020 года, в состав общины вошла территория Здолбицкого, Миротинского, Уездецкого и Урвенского сельских советов упразднённого Здолбуновского района.

## Населённые пункты
В состав общины входит 15 сёл:
- Здолбица
- Гильчанский старостинский округ:
  - Вьюновщина
  - Гильча Вторая
  - Гильча Первая
  - Загребля
  - Залесье
  - Замлынок
  - Йосиповка
  - Лидаво
  - Миротин
  - Урвенна
- Ивачковский старостинский округ:
  - Ивачков
- Уездецкий старостинский округ:
  - Коршев
  - Кунин
  - Уездцы